# Cipete (Cilongok)
Cipete is een bestuurslaag in het regentschap Banyumas van de provincie Midden-Java, Indonesië. Cipete telt 3629 inwoners (volkstelling 2010).